# Guy's Hospital

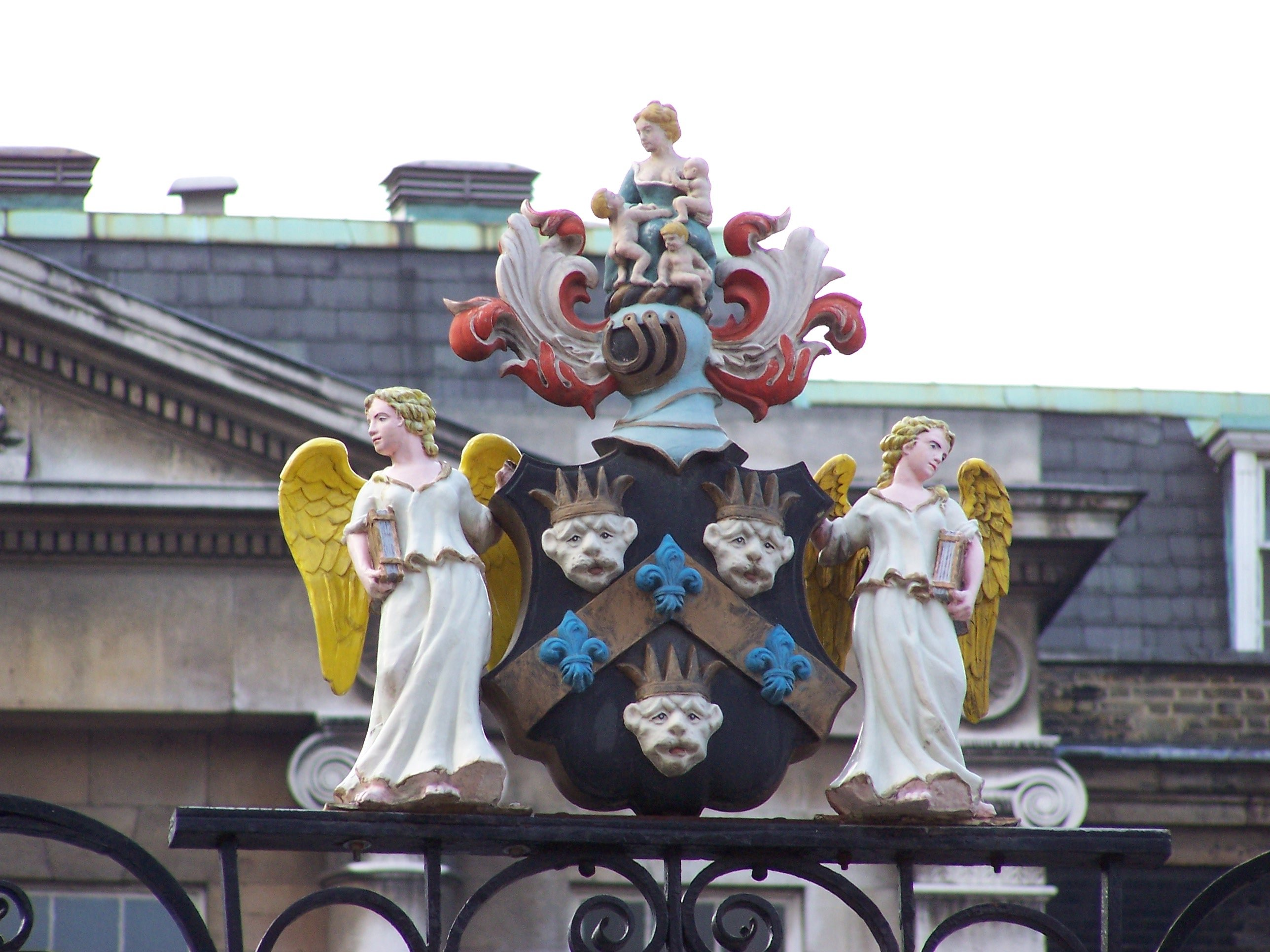
Le blason du Guy's Hospital, surmontant la grille en fer forgé donnant sur la cour de l'hôpital

Le Guy's Hospital est un grand hôpital du NHS situé dans l'arrondissement (borough) de Southwark immédiatement au sud de la Cité de Londres près du London Bridge (à 5 minutes à pied des stations de métro).
Il appartient administrativement au groupe de Guy’s & St Thomas’ NHS Foundation Trust. C'est un important hôpital universitaire rattaché à l'école dentaire de Guy's et aux facultés de médecine du King's College de Londres et du St Thomas' Hospital (ces trois entités formaient anciennement la GKT School of Medicine).

## Histoire

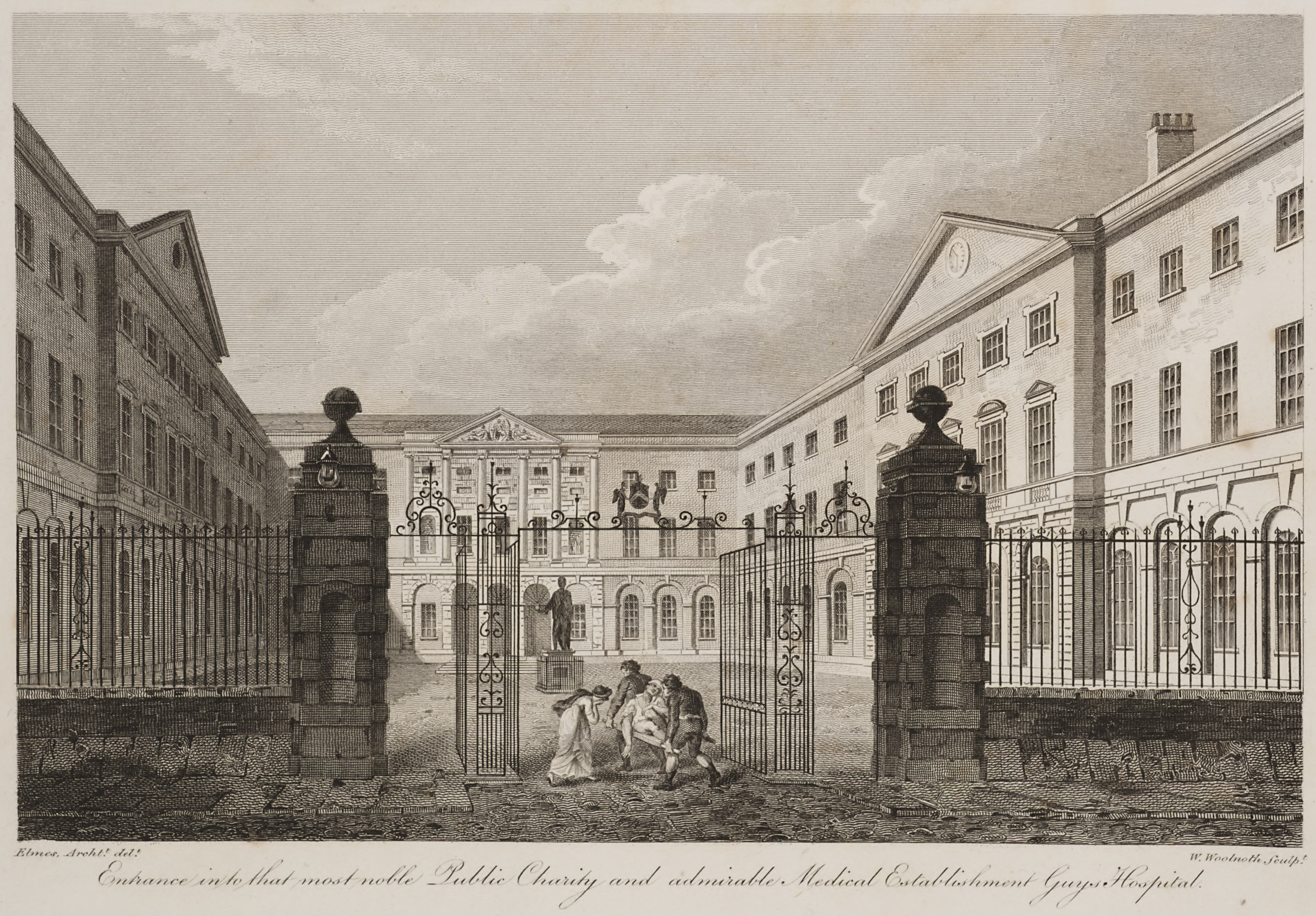
Gravure de William Woolnoth de l'entrée dessinée par James Elmes.

Il fut fondé en 1721 par Sir Thomas Guy (1644-1724), un éditeur qui s'était enrichi dans la spéculation sur la Compagnie des mers du Sud. Il était à l'origine un établissement de soins pour les « incurables » à leur sortie du St Thomas' Hospital.
Le Guy's Hospital s'est agrandi progressivement au cours des siècles. En 1974 il fut surmonté d'une tour de 34 étages, la Guy's Tower. Avec ses 143 mètres, elle est le onzième plus haut bâtiment de Londres et l'établissement hospitalier le plus haut du monde. Parmi les autres bâtiments du site du Guy's Hospital on trouve une chapelle originale du XVIIIe siècle.

## Divisions
La tour du Guy's se divise en deux sections : les étages supérieurs (du 18e au 30e étage) sont occupés par l'école dentaire, un lieu d'enseignement à la fois théorique et pratique. Les étages inférieurs (du rez-de-chaussée au 18e étage) abritent les départements médicaux.

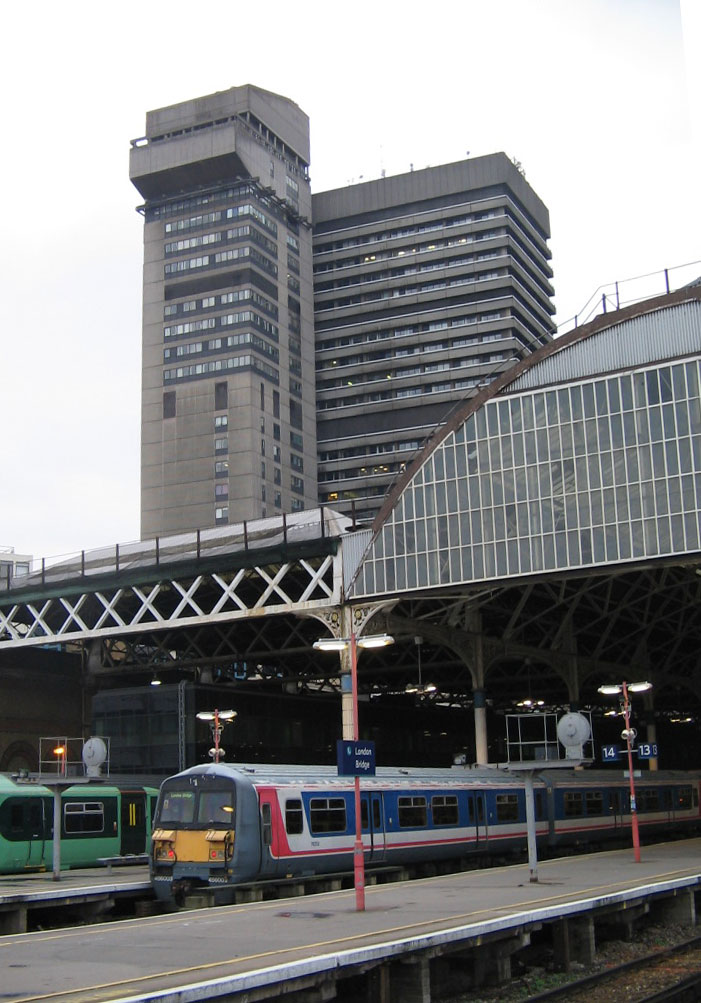
La tour du Guy's Hospital vue depuis la gare de London Bridge

Plus de 8 000 personnes travaillent dans les hôpitaux de Guy's et St Thomas', qui sont depuis presque 900 ans parmi les plus anciens centres d'enseignement médical, tout près du cœur de la capitale. Le service de soins dentaires prend en charge à lui seul environ 120 000 patients par an.

### Le Guy's Dental Hospital
Le Guy's Hospital abrite la plus grande clinique dentaire d'Europe. Ses prestations comprennent la chirurgie dentaire, la stomatologie et la dentisterie spécialisée. Il existe en outre un service dentaire d'urgence et un service de chirurgie maxillo-faciale où l'essentiel des actes de soins est réalisé par des étudiants. Les soins dentaires font intervenir non seulement des chirurgiens dentistes, mais aussi des infirmières, des hygiénistes, des thérapeutes et des techniciens dentaires.

### Le département pédiatrique
Le 31 octobre 2005 les départements de pédiatrie du Guy's déménagèrent à l'Evelina Children's Hospital nouvellement construit.

### Le département gériatrique
Le Centre Wolfson pour les maladies liées au vieillissement fut construit à la suite d'une généreuse donation de la Wolfson Foundation. Ce centre abrite sous le même toit plusieurs groupes de recherche orientés sur l'amélioration du pronostic de maladies comme la maladie d'Alzheimer, les accidents cérébro-vasculaires, la maladie de Parkinson et les traumatismes de la moelle épinière.

## Médecins célèbres ayant exercé au Guy's Hospital

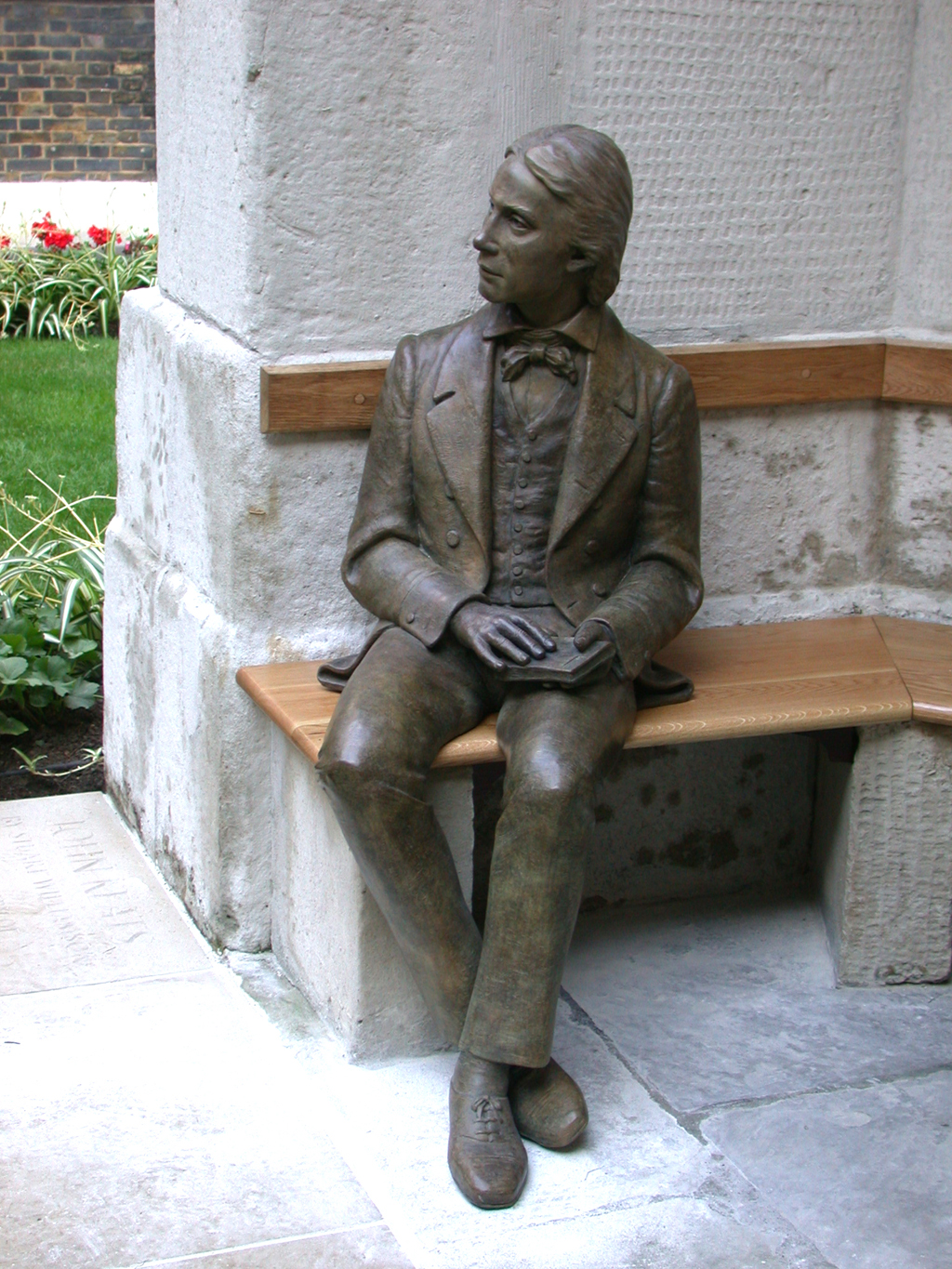
Bronze du poète John Keats par Stuart Williamson à Guy's Hospital

- Thomas Addison, qui découvrit la Maladie d'Addison.
- Thomas Hodgkin, qui donna son nom à la forme la plus répandue de lymphome.
- Richard Bright, qui décrivit une maladie rénale à laquelle il laissa son nom, la maladie de Bright.
- Sir Astley Cooper, un anatomiste qui décrivit le ligament de Cooper.
- Sir Alfred Poland, qui légua son nom au syndrome de Poland[1].
- Patrick Clarkson, chirurgien qui identifia le syndrome de Poland en 1962.
- Sir Frederick Hopkins, qui découvrit les vitamines.
- Sir William Withey Gull, le premier à décrire le myxœdème.
- Humphry Osmond, un psychiatre qui inventa le terme de drogues psychédéliques.
- John Braxton Hicks, obstétricien, qui décrivit les contractions utérines dites de Braxton Hicks.
- John Keats, le poète britannique y fait son apprentissage de chirurgie.
- Arthur Stanley Wohlmann, premier balnéologue du gouvernement néo-zélandais, qui y fait son apprentissage.
- Ian McColl, chirurgien et homme politique britannique y enseigne la chirurgie.